# Grand Hustle Records
Grand Hustle Records — звукозаписывающая компания из Атланты, штат Джорджия, основанная в 2003 году Клиффордом "T.I." Харрисом и Джейсоном Гейтером. Сегодня[когда?] она действует в качестве дополнительной звукозаписывающей компанией для Warner Music Group. Распространением продукции лейба осуществляет компания Atlantic Records.

## Артисты
- P$C[1] (Grand Hustle/Atlantic)
  - T.I.
  - AK[2]
  - C-Rod[2]
  - Mac Boney[2]
  - Big Kuntry King
- B.o.B (Grand Hustle/Rebel Rock/Atlantic)
- J.R. Get Money[3] (Grand Hustle/Get Money)
- Rashad[4] (Grand Hustle/Atlantic)
- Young Dro (Grand Hustle/Atlantic)
- Mitchellel (Grand Hustle)[5]
- Ricco Barrino[6] (Grand Hustle)
- Xtaci[2] (Grand Hustle)
- Spodee (Grand Hustle)[7]
- State House (Grand Hustle)[8]
- Baby Boy (Grand Hustle)[9]
- Bola (Grand Hustle)[10]
- Varsity (Grand Hustle)[11]
- Lil Shun (Grand Hustle)[12]
- 8Ball & MJG (E1/Grand Hustle)
- Killer Mike[13] (Grind Time/SMC/Grand Hustle)

## Диджеи и продюсеры
- DJ Toomp - Принимал участие в синглах T.I.'я "24's", "Be Easy", "U Don't Know Me" & "What You Know".
- Keith Mack[14] - Продюсер Ludacris'а в его сингле "Act a Fool", также был продюсером T.I. в его синглах "Ride Wit Me" и "Live in the Sky".
- Kevin "Khao" Cates[15] - Продюсер T.I.'я в его сингле "Why You Wanna".
- Lil' C[15] - Aka C-Gutta. Знаком как продюсер Young Dro's и его дебютного сингла "Shoulder Lean".
- Nard and B[15] - Продюсер T.I.'я в песнях "On Top of the World" из альбома Paper Trail & продюсер Yung L.A.'s в его сингле "Futuristic Love (Elroy)".
- TrackSlayerz Продюсер T.I.'я в песне"I'm Back" из альбома No Mercy

## Бывшие артисты
- Governor
- Alfamega
- Yung L.A.

## Дискография
| Год  | Информация |
| ---- | --- |
| 2003 | T.I. - Trap Muzik - Вышел: 19 августа, 2003 года - Синглы: "24's", "Be Easy", "Rubberband Man", "Let's Get Away" - Сертификат RIAA: Платиновый                                                           |
| 2004 | T.I. - Urban Legend - Вышел: 30 ноября, 2004 года - Синглы: "Bring 'Em Out", "U Don't Know Me", "ASAP" - Сертификат RIAA: Платиновый                                                                     |
| 2005 | Hustle & Flow: The Soundtrack - Вышел: 12 июля, 2005 года - Синглы: "I'm a King (Remix)", "Bad Bitch (Remix)"                                                                                            |
| 2005 | P$C - 25 to Life - Вышел: 20 сентября, 2005 года - Синглы: "I'm a King", "Do Ya Thang" - Сертификат RIAA: Платиновый                                                                                     |
| 2006 | T.I. - King - Вышел: 28 мата, 2006 года - Синглы: "What You Know", "Why You Wanna", "Live in the Sky" - Сертификат RIAA: Платиновый                                                                      |
| 2006 | Young Dro - Best Thang Smokin' - Вышел: 29 августа, 2006 года - Синглы: "Shoulder Lean", "Rubberband Banks" - Сертификат RIAA: Золотой                                                                   |
| 2006 | Governor - Son of Pain - Вышел: 12 сентября, 2006 года - Синглы: "You Got The Power" |
| 2006 | Grand Hustle Presents: In da Streetz Volume 4 - Вышел: 19 декабря, 2006 года - Синглы: "Top Back (Remix)", "Tell 'Em What They Wanna Hear" - Сертификат RIAA: Золотой                                    |
| 2007 | T.I. - T.I. vs. T.I.P. - Вышел: 3 июля, 2007 года - Синглы: "Big Things Poppin' (Do It)", "You Know What It Is", "Hurt" - Сертификат RIAA: Платиновый                                                    |
| 2007 | DJ Drama - Gangsta Grillz: The Album - Вышел: 4 декабря, 2007 года - Синглы: "5000 Ones", "The Art of Storytellin' Part 4"                                                                               |
| 2008 | T.I. - Paper Trail - Вышел: 30 сентября, 2008 года - Синглы: "Whatever You Like", "Swagga Like Us", "Live Your Life, "Dead and Gone" - Сертификат RIAA: 2х Мулти-Платиновый                              |
| 2008 | Big Kuntry King - My Turn to Eat - Вышел: 30 сентября, 2008 года - Синглы: "That's Right", "Da Baddest"                                                                                                  |
| 2009 | DJ Drama - Gangsta Grillz: The Album (Vol. 2) - Вышел: 19 мая, 2009 года - Синглы: "Day Dreaming", "Ridiculous"                                                                                          |
| 2010 | B.o.B - B.o.B Presents: The Adventures of Bobby Ray - Вышел: 27 апреля, 2010 года - Синглы: "Nothin' on You", "Airplanes", "Magic", "Don't Let Me Fall", "I'll Be in the Sky" - Сертификат RIAA: Золотой |
| 2010 | 8Ball & MJG - Ten Toes Down - Вышел: 4 мая, 2010 года - Синглы: "Ten Toes Down", "Bring It Back" |
| 2010 | T.I. - No Mercy - Вышел: 7 декабря, 2010 года - Синглы: "Get Back Up", "That's All She Wrote" - Сертификат RIAA: Золотой                                                                                 |
| 2011 | Killer Mike - PL3DGE - Вышел: 17 мая, 2011 года - Синглы: "Ready Set Go" |
| 2012 | T.I. - F ck Da City Up - Вышел: 01 января, 2012 года |

## Предстоящие релизы
| Информация |
| --- |
| Young Dro - P.O.L.O. (Players Only Live Once) - Дата выхода: неизвестно - Синглы: "Take Off", "I Don't Know Ya'll", "On Fire" |
| DJ Drama - Gangsta Grillz: The Album (Vol. 3) - Дата выхода: неизвестно                                                       |